# Rhea County
För andra betydelser, se Rhea (olika betydelser).
Rhea County är ett administrativt område i delstaten Tennessee, USA, med 31 809 invånare. Den administrativa huvudorten (county seat) är Dayton. 

## Geografi
Enligt United States Census Bureau har countyt en total area på 871 km². 818 km² av den arean är land och 53 km² är vatten. 

### Angränsande countyn
- Cumberland County - norr
- Roane County - nordost
- Meigs County - öst
- Hamilton County - söder
- Bledsoe County - väst